# Championnat du Brésil féminin de football 2014
Navigation
Édition précédente Édition suivante
La saison 2014 du Championnat du Brésil féminin de football Campeonato Brasileiro de Futebol Feminino de 2014 - Série A1 est la deuxième saison du championnat féminin au Brésil.

## Organisation
Les équipes qui participent à la deuxième saison de Serie A1 sont : le vainqueur de la Coupe du Brésil de football féminin 2013, les 8 meilleures équipes au classement féminin de la CBF et les 11 meilleures du championnat du Brésil de football masculin 2013. Ce dernier critère a été adopté pour encourager les grands clubs brésiliens à investir dans le football féminin.
Les vingt participants sont répartis en quatre groupe de cinq et se rencontrent une seule fois. Les deux premiers de chaque groupe sont qualifiés pour le tour suivant composé de deux groupes de quatre équipes. Les deux premiers de groupes s'affrontent ensuite avec un système d'élimination directe en matches aller-retour avec deux tours : demi-finale et finale.

## Compétition

### Première phase

#### Groupe 1
| Rang | Équipe          | Pts | J | G | N | P | Bp | Bc | Diff |
| ---- | --------------- | --- | - | - | - | - | -- | -- | ---- |
| 1    | Botafogo        | 9   | 4 | 3 | 0 | 1 | 13 | 1  | +12  |
| 2    | Centro Olímpico | 7   | 4 | 2 | 1 | 1 | 10 | 5  | +5   |
| 3    | Portuguesa      | 7   | 4 | 2 | 1 | 1 | 6  | 5  | +1   |
| 4    | Chapecoense     | 6   | 4 | 2 | 0 | 2 | 14 | 8  | +6   |
| 5    | Avaí FC         | 0   | 4 | 0 | 0 | 4 | 1  | 25 | -24  |

#### Groupe 2
| Rang | Équipe        | Pts | J | G | N | P | Bp | Bc | Diff |
| ---- | ------------- | --- | - | - | - | - | -- | -- | ---- |
| 1    | Ferroviária   | 10  | 4 | 3 | 1 | 0 | 6  | 2  | +4   |
| 2    | Kindermann    | 9   | 4 | 3 | 0 | 1 | 6  | 1  | +5   |
| 3    | São José      | 7   | 4 | 2 | 1 | 1 | 7  | 4  | +3   |
| 4    | Foz Cataratas | 3   | 4 | 1 | 0 | 3 | 2  | 5  | -3   |
| 5    | Vasco da Gama | 0   | 4 | 0 | 0 | 4 | 2  | 11 | -9   |

#### Groupe 3
| Rang | Équipe                 | Pts | J | G | N | P | Bp | Bc | Diff |
| ---- | ---------------------- | --- | - | - | - | - | -- | -- | ---- |
| 1    | Duque de Caxias        | 10  | 4 | 3 | 1 | 0 | 17 | 6  | +11  |
| 2    | Vitória das Tabocas    | 6   | 4 | 1 | 3 | 0 | 7  | 4  | +3   |
| 3    | São Francisco do Conde | 5   | 4 | 1 | 2 | 1 | 13 | 8  | +5   |
| 4    | EC Bahia               | 5   | 4 | 1 | 2 | 1 | 2  | 2  | 0    |
| 5    | Sport Recife           | 0   | 4 | 0 | 0 | 4 | 2  | 21 | -19  |

#### Groupe 4
| Rang | Équipe               | Pts | J | G | N | P | Bp | Bc | Diff |
| ---- | -------------------- | --- | - | - | - | - | -- | -- | ---- |
| 1    | Pinheirense          | 12  | 4 | 4 | 0 | 0 | 14 | 4  | +10  |
| 2    | Caucaia              | 4   | 4 | 1 | 1 | 2 | 6  | 5  | +1   |
| 3    | Viana                | 4   | 4 | 1 | 1 | 2 | 9  | 11 | -2   |
| 4    | Iranduba da Amazônia | 4   | 4 | 1 | 1 | 2 | 7  | 13 | -6   |
| 5    | Náutico Capibaribe   | 3   | 4 | 0 | 3 | 1 | 6  | 9  | -3   |

### Deuxième phase

#### Groupe 1
| Rang | Équipe          | Pts | J | G | N | P | Bp | Bc | Diff |
| ---- | --------------- | --- | - | - | - | - | -- | -- | ---- |
| 1    | Kindermann      | 13  | 6 | 4 | 1 | 1 | 18 | 3  | +15  |
| 2    | Botafogo        | 12  | 6 | 3 | 3 | 0 | 11 | 2  | +9   |
| 3    | Duque de Caxias | 4   | 6 | 1 | 1 | 4 | 4  | 11 | -7   |
| 4    | Caucaia         | 4   | 6 | 1 | 1 | 4 | 4  | 21 | -17  |

#### Groupe 2
| Rang | Équipe              | Pts | J | G | N | P | Bp | Bc | Diff |
| ---- | ------------------- | --- | - | - | - | - | -- | -- | ---- |
| 1    | Ferroviária         | 16  | 6 | 5 | 1 | 0 | 31 | 7  | +24  |
| 2    | Centro Olímpico     | 13  | 6 | 4 | 1 | 1 | 21 | 8  | +13  |
| 3    | Vitória das Tabocas | 4   | 6 | 1 | 1 | 4 | 5  | 14 | -9   |
| 4    | Pinheirense         | 1   | 6 | 0 | 1 | 5 | 5  | 33 | -28  |

### Phase finale

#### Demi finale
| Équipe          | Aller | Total           | Retour | Équipe      |
| --------------- | ----- | --------------- | ------ | ----------- |
| Centro Olímpico | 1 - 0 | 1 - 1 (tab 2-3) | 0 - 1  | Kindermann  |
| Botafogo        | 0 - 0 | 0 - 0 (tab 2-4) | 0 - 0  | Ferroviária |

#### Finale
| Équipe     | Aller | Total | Retour | Équipe      |
| ---------- | ----- | ----- | ------ | ----------- |
| Kindermann | 0 - 3 | 3 - 8 | 3 - 5  | Ferroviária |

Ferroviária remporte son premier titre et gagne également la Coupe du Brésil féminine.